# Młody maj
Młody maj – dziewiętnasty singel zespołu Golec uOrkiestra z albumu pt. The Best of Golec uOrkiestra, wydany w 2013 roku.

## Opis
Utwór ten został po raz pierwszy wykonany na 50. Krajowym Festiwalu Piosenki Polskiej w Opolu w Opolu. Został on nagrodzony główną nagrodą pierwszego dnia opolskiego festiwalu - Superpremierą 2013 Programu 1 Telewizji Polskiej – Nagrodą im. Karola Musioła oraz Programu I Polskiego Radia.
Teledysk był kręcony w żywieckim parku, na starym mieście w Bielsku-Białej oraz w rejonie szczytu Skrzycznego.

## Twórcy
- Łukasz Golec – wokal, muzyka, trąbka
- Paweł Golec – wokal, puzon
- Edyta Golec – wokal, wiolonczela
- Rafał Golec – tekst, muzyka, chórki
- Igor Jaszczuk – tekst, muzyka
- Atanas Valkov – muzyka, chórki
- Jarosław Zawada – wokal, wiolonczela
- Zbigniew Michałek – wokal, wiolonczela
- Robert Szewczuga – gitara basowa
- Piotr Kalicki – klawisze
- Mirosław Hady – bęben
- Kacper Bogacz – gitara
- Robert Luty – bęben
- Bartosz Golec – chórki
- Antonina Golec – chórki

## Pozycje na listach przebojów
| Kraj   | Notowanie (2013)              | Pozycja |
| ------ | ----------------------------- | ------- |
| Polska | Polskie Radio Pomorza i Kujaw | 1       |

## Nagrody
- 2013: SuperPremiera Programu 1 Telewizji Polskiej – Nagroda im. Karola Musioła na 50. Krajowym Festiwalu Piosenki Polskiej w Opolu w Opolu
- 2013: SuperPremiera Programu I Polskiego Radia na 50. Krajowym Festiwalu Piosenki Polskiej w Opolu w Opolu